# ذکر مناقب حقوق بشر در جهان سوم
ذکر مناقب حقوق بشر در جهان سوم کتابی است از محمّدعلی اسلامی ندوشن.